# Hendrik Raat
Hendrik Raat (Wognum, 18 november 1815 - 's-Gravenhage, 13 februari 1899) was een Nederlands militair en bestuurder. Hij was onder andere KNIL-officier en burgemeester van Woerden en Maastricht.

## Biografische schets
Hendrik Raat werd geboren in het West-Friese Wognum als zoon van de plaatselijke burgemeester, Klaas Raat (1788-1834), en diens echtgenote, Cornelia ("Krelisje") Veul (1791-1853). In 1834 stierf zijn vader en in hetzelfde jaar nam hij dienst in de Nederlandse krijgsmacht. Hij bracht het in korte tijd tot sergeant en werd in 1838 overgeplaatst naar het Koninklijk Nederlandsch-Indisch Leger (KNIL). In juni 1839 werd hij uitgezonden naar Nederlands-Indië. Volgens een familieoverlevering sprong hij in Den Helder van boord, toen hij zag dat zijn moeder bij het uitzwaaien door emotie overmand werd. Terug aan boord van de "Flevo", moest hij de zeereis in het cachot doorbrengen.
In Indië maakte hij snel carrière. Als eerste luitenant nam hij in 1849 deel aan de derde expeditie naar Bali. Voor zijn heldhaftig optreden kreeg hij de Militaire Willems-Orde. In 1851 werd hij bevorderd tot kapitein bij het garnizoensbataljon op het eiland Banka. In 1855 werd hij overgeplaatst naar Riouw. In 1857 werd hij directielid van de Natuurkundige Vereeniging in Nederlandsch-Indië. Het jaar daarop verliet hij als majoor de militaire dienst.
Terug in Nederland woonde hij enige tijd bij familie in Midwoud, voordat in 1863 zijn benoeming tot burgemeester van Woerden volgde. Waarom hij in 1865 al ontslag nam, is niet bekend. Daarna, van 1867 tot 1873, was hij burgemeester van Maastricht. Minister Heemskerk van Binnenlandse Zaken schreef destijds: “Ik heb getracht iemand te vinden, die vreemd aan de aldaar heerschende partijen, de vereischte geschiktheid bezit om die betrekking met beleid, onpartijdigheid en kracht te vervullen”. Raat werd uitermate koel ontvangen door de gemeenteraad. Bij zijn installatie werd hij zelfs niet gefeliciteerd met zijn benoeming. Al snel kwam hij erachter wie die "heerschende partijen" waren. Hoewel hij door een groot deel van de bevolking sympathiek werd gevonden, werd hij door de Maastrichtse wethouders en veel raadsleden buiten de belangrijke kwesties gehouden. De stad werd feitelijk bestuurd door wethouder Willem Hubert Pijls, die voor en na Raat burgemeester was, bijna veertig jaar lang, slechts eenmaal ononderbroken. In hoeverre Raat zich gesteund voelde door de invloedrijke industrieel Petrus Regout – Pijls' grote tegenstander – is niet bekend.
Raat liet zich na zijn zesjarige ambtstermijn in Maastricht niet voordragen voor herbenoeming. Hij was daarna enige tijd majoor van de dienstdoende schutterij in Hoorn, waarna hij zich terug trok in Den Haag, waar hij begin 1899 op 83-jarige leeftijd overleed. Hij werd onder grote belangstelling begraven op de Algemene Begraafplaats Kerkhoflaan.

## Onderscheidingen
Behalve de genoemde Militaire Willems-Orde uit 1849, viel Raat nog een aantal onderscheidingen ten deel, waaronder die van Ridder in de Orde van de Eikenkroon (1876).

## Nalatenschap

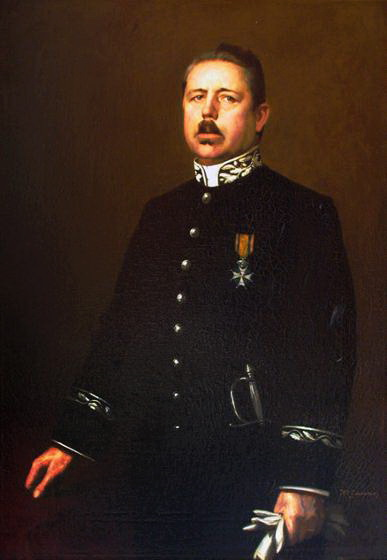
Postuum geschilderd portret door Henri Goovaerts, ca. 1900 (Stadhuis Maastricht)

Het is moeilijk om aan te geven wat Raats nalatenschap in het latere Indonesië is geweest. Over zijn korte periode als burgemeester van Woerden is te weinig bekend. In Maastricht had hij door politieke intriges weinig invloed. Aan het begin van Raats burgemeesterschap werd de vesting Maastricht opgeheven (1867) en in de jaren daarna volgde in rap tempo de ontmanteling ervan. De vernietiging van het grootste deel van de eeuwenoude stadsmuren (inclusief alle zeven hoofdpoorten en bijna alle 38 waltorens) en het uitgebreide stelsel van buitenwerken, kan Raat niet persoonlijk aangerekend worden. De meerderheid van de bevolking zag de knellende vestingwerken als een hindernis voor de vooruitgang; slechts een enkeling zag er de historische waarde van in.
Zijn door Henri Goovaerts postuum geschilderd portret (deels naar een carte de visite uit omstreeks 1880) is onderdeel van de galerij van burgemeestersportretten in het Stadhuis van Maastricht. In de Maastrichtse buurt Wittevrouwenveld is een straat naar hem genoemd, de Burgemeester Raatstraat, die parallel loopt aan de Burgemeester Pijlsstraat.

## Nakomelingschap
Hendrik Raat was gehuwd met de op Java geboren Anna Margaretha Boerlage (1832-1909). Het echtpaar kreeg zeven kinderen:
1. Jacob Jan Reinier Raat (1856-1938)
2. Louis F.H. Raat (1862-1904)
3. Anna Charlotte Cornelia Szadurski-Raat (1863-?)
4. Francine Maria Martha Speyer-Raat (1865-1954)
5. Lotje Raat (?)
6. Henri Raat (?)
7. Frans Willem Raat (?-1923)